# Gozlin (évêque)
Pour les articles homonymes, voir Gozlin.
Goslin, Gauzlin ou Gozlin (né en 834, mort le 16 avril 886) fut un membre de la famille des Rorgonides, évêque de Paris, défenseur de la Cité contre les Normands en 885.

## Biographie
Il est le fils de Rorgon Ier du Maine, comte du Maine. 
Devenu moine en 848, il entra à l'abbaye Saint-Remi de Reims, puis devint abbé successivement de Saint-Maur de Glanfeuil, de Jumièges, de Saint-Amand, de Saint-Germain-des-Prés et de Saint-Denis.
Comme beaucoup de prélats de son temps, il participa activement à la lutte contre les Vikings. Fait prisonnier avec son demi-frère Louis en 858, il fut libéré après le paiement d'une lourde rançon. De 855 à 867, il travailla par intermittence, puis de 867 à 881 de façon plus régulière, comme chancelier de Charles II le Chauve et de ses successeurs.
En 877, à la mort du roi, Gozlin prend la tête d’un parti contre le fils de Charles II le Chauve et héritier légitime, Louis II le Bègue et son fils Louis III. Il veut que ce soit Louis le Jeune, fils de Louis le Germanique qui prenne la succession, mais ses intrigues n’aboutissent pas.
En 883 ou 884, il fut élu évêque de Paris. Il fut chancelier de Carloman II et contribua à la nomination d'Eudes, fils de Robert le Fort, comme comte de Paris.
Percevant les dangers auxquels la cité pouvait être exposée en cas d'attaque des Vikings, il planifia et dirigea le renforcement des défenses, tout en s'en remettant à la protection des reliques de saint Germain et de sainte Geneviève. Lorsque l'attaque eut lieu, le 26 novembre 885, la défense de la cité contre le siège entrepris par les Vikings lui fut confiée, ainsi qu'à Eudes, Hugues et Ebble, neveu de Goslin et abbé de Saint-Germain d'Auxerre. La lutte pour le pont au Change (Grand-Pont) dura deux jours. Gozlin contraignit les Normands à renoncer à l'assaut en réparant la destruction de la tour en bois pendant la nuit. Le siège se poursuivit un peu plus d'un an, alors que l'empereur Charles III le Gros se trouvait en Italie.
Tandis que l'on négociait les prémices de la paix, Gozlin mourut le 16 avril 886, tué par la peste qui faisait rage dans la cité.
Une rue de Paris porte son nom.